# Карін Кентрек
Карін Кентрек (фр. Karine Quentrec; нар. 21 жовтня 1969) — колишня французька тенісистка.
Найвищу одиночну позицію світового рейтингу — 45 місце досягла 11 жовтня 1991, парну — 110 місце — 18 липня 1994 року.
Здобула 1 одиночний та 5 парних титулів.
Найвищим досягненням на турнірах Великого шолома було 3 коло в одиночному розряді.
Завершила кар'єру 1997 року.

## Фінали турнірів WTA

### Одиночний розряд: 1 (поразка)
| Результат | Дата                | Турнір              | Рівень      | Покриття | Суперниця       | Рахунок       |
| --------- | ------------------- | ------------------- | ----------- | -------- | --------------- | ------------- |
| Перемога  | Mantegazza Cup 1989 | Ilva Trophy, Італія | Категорія 1 | Ґрунт    | Каті Каверзасіо | 6–3, 5–7, 6–3 |

## Фінали ITF
| Легенда         |
| --------------- |
| турніри $25,000 |
| турніри $10,000 |

### Одиночний розряд (3–1)
| Результат | Ранг | Дата              | Турнір                       | Покриття  | Суперниця         | Рахунок       |
| --------- | ---- | ----------------- | ---------------------------- | --------- | ----------------- | ------------- |
| Поразка   | 1.   | 17 листопада 1986 | ITF Кройдон, Велика Британія | Килим (i) | Сімоне Шилдер     | 4–6, 4–6      |
| Перемога  | 2.   | 26 жовтня 1987    | ITF Чешир, Велика Британія   | Килим (i) | Мартіна Павлік    | 6–2, 6–4      |
| Перемога  | 3.   | 11 січня 1988     | ITF Мулен, Франція           | Ґрунт (i) | Наталі Ерреман    | 6–1, 6–2      |
| Перемога  | 4.   | 18 січня 1988     | ITF Дюнкерк, Франція         | Ґрунт (i) | Ніколетте Ройманс | 6–1, 4–3 ret. |

### Парний розряд (5–2)
| Результат | Ранг | Дата           | Турнір               | Покриття  | Партнерка               | Суперниці                           | Рахунок       |
| --------- | ---- | -------------- | -------------------- | --------- | ----------------------- | ----------------------------------- | ------------- |
| Поразка   | 1.   | 21 липня 1986  | ITF Суб'яко, Італія  | Тверде    | Наталі Балле            | Стефанія Далла Валле Лінда Феррандо | 2–6, 6–0, 1–6 |
| Поразка   | 2.   | 16 лютого 1987 | ITF Mald, Франція    | Ґрунт (i) | Віржіні Паке            | Катлін Схюрманс Еріка Сміт          | 3–6, 2–6      |
| Перемога  | 3.   | 11 січня 1988  | ITF Мулен, Франція   | Ґрунт     | Наталі Ерреман          | Керолайн Біллінгем Анн Сімпкін      | 6–3, 6–3      |
| Перемога  | 4.   | 24 січня 1988  | ITF Денен, Франція   | Ґрунт     | Віржіні Паке            | Ліз Берріс Леслі О'Галлоран         | 6–3, 6–1      |
| Перемога  | 5.   | 2 жовтня 1995  | ITF Льєйда, Іспанія  | Ґрунт     | Вірхінія Руано Паскуаль | Патрісія Азнар Ева Бес              | 7–6(5), 6–0   |
| Перемога  | 6.   | 6 травня 1996  | ITF Ле-Туке, Франція | Ґрунт     | Наталі Ерреман          | Патті ван Аккер Анна Лінкова        | 6–1, 6–1      |
| Перемога  | 7.   | 19 травня 1996 | ITF Бордо, Франція   | Ґрунт     | Анн-Гель Сідо           | Ольга Барабанщикова Аліче Канепа    | 6–2, 6–3      |